# Maxim Karolik
Maxim Karolik (* 1893 in Akkerman, Bessarabien (heute Bilhorod-Dnistrowskyj, Ukraine); † 20. Dezember 1963 in Newport, Rhode Island) war ein Tenor, Schauspieler und bekannter Kunstsammler. Die von ihm und seiner Frau zusammengetragenen Kunstsammlungen für das Museum of Fine Arts in Boston haben maßgeblich zum Verständnis der amerikanischen Kunst des 19. Jahrhunderts beigetragen.

## Aufbau der Sammlung
Maxim Karolik machte seine Ausbildung als Tenor und Schauspieler in Odessa und emigrierte 1922 nach Amerika, wo er 1928 in Boston Martha Codman heiratete. Martha Codman war die Erbin des Geschäftsmannes Elias Hasket Derby (1739–1799) aus Salem, der als Mäzen des Architekten und Holzschneiders Samuel McIntire gilt. Bereits 1923 hatte sie begonnen, Familienwertstücke an das Museum of Fine Arts in Boston zu geben und davon ausgehend begann das Ehepaar mit dem Aufbau einer Sammlung aus amerikanischen Porträtmalereien, Möbeln und Dekorationskunst des späten 18. Jahrhunderts, die sie dem Museum 1939 übergaben. Zu der Sammlung gehörten unter anderem acht Porträts und 19 Zeichnungen von John Singleton Copley und Möbelstücke von Edmund Townsend aus Newport, Benjamin Randolph aus Philadelphia und die Derby-Möbel von Samuel McIntire und den Geschwistern John und Thomas Seymour aus Boston.
In einer nachfolgenden zweiten Sammlung für das Museum konzentrierte sich das Ehepaar auf die amerikanische Kunst von 1815 bis 1865. Karolik konzentrierte sich dabei auch auf seinerzeit relativ unbekannte Künstler wie Martin Johnson Heade und Fitz Hugh Lane, wodurch er selbst als Sammler bekannt wurde. Er erkannte die Qualität von Künstlern wie James Goodwyn Clonney, Charles Deas, David Gilmour Blythe und George Cochran Lambdin, mit denen er die Sammlung aus Meisterwerken renommierter und bekannter Künstler wie Thomas Cole, Albert Bierstadt, Jasper Francis Cropsey und Asher Brown Durand ergänzte. Die komplette Sammlung umfasste 232 Gemälde von 85 verschiedenen Künstlern und wurde dem Museum 1949 geschenkt, ein Jahr nach dem Tod von Martha Karolik. 
Die dritte Sammlung Karoliks konzentrierte sich wieder auf Künstler des 19. Jahrhunderts, sollte jedoch diesmal vor allem Zeichnungen von der akademischen Kunst bis zur Volkskunst erfassen. 1962 stiftete er diese Sammlung ebenfalls dem Museum of Fine Arts.